# Bavayia menazi
Bavayia menazi — вид геконоподібних ящірок родини диплодактилідів (Diplodactylidae). Ендемік Нової Каледонії. Описаний у 2022 році. 

## Поширення і екологія
Bavayia menazi мешкають на сході центральної Нової Каледонії в районі гірського масиву Меназі. Вони живуть в араукарієвих лісах, трапляються в чагарникових заростях.